# Valensole
Valensole – miejscowość i gmina we Francji, w regionie Prowansja-Alpy-Lazurowe Wybrzeże, w departamencie Alpy Górnej Prowansji.

## Demografia
Według danych na rok 1990 gminę zamieszkiwały 2202 osoby, a gęstość zaludnienia wynosiła 17 osób/km². W styczniu 2015 r. Valensole zamieszkiwało 3329 osób, przy gęstości zaludnienia wynoszącej 25,7 osób/km².